# Castillo de Espeluy
El castillo se sitúa en Espeluy, Jaén, uno de los más señalados pasos del Guadalquivir en su curso alto, en el que convergían varios caminos.

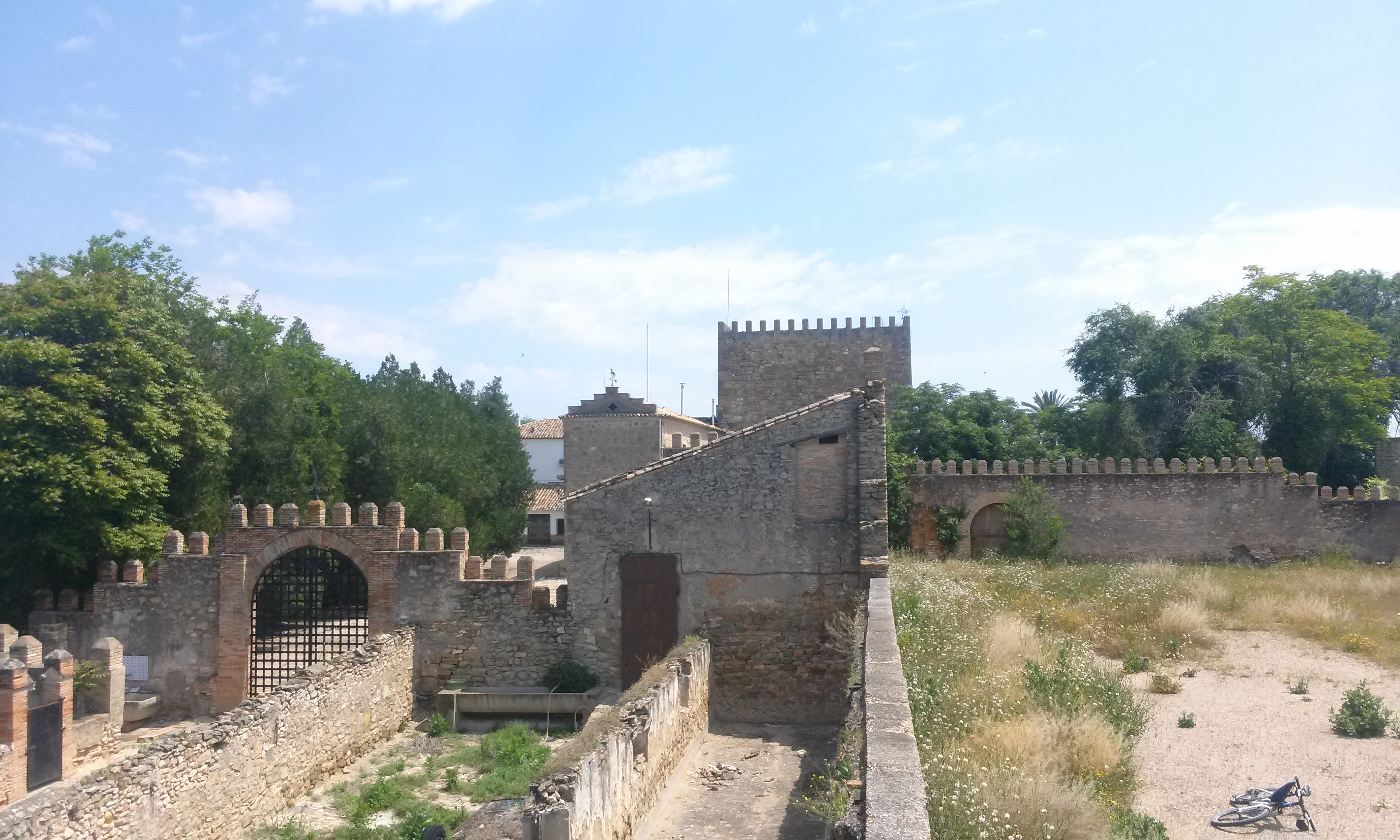
Vista general del castillo de Espeluy

## Descripción
De él solo queda una hermosa torre del Homenaje de planta rectangular que interiormente alberga dos salas superpuestas cubiertas por bóveda de medio cañón. Los remates de la torre son de construcción reciente, pues está adosada a la señorial casa de sus actuales propietarios. Lo mismo cabe decir de la portada medievalizante que da acceso a la finca.

## Historia
En este punto existía, desde al menos la época califal, un castillo musulmán. En su expedición de 1224, la llamada campaña de Quesada, Fernando III asoló una serie de castillos de Jaén, entre ellos este de Espeluy, que encontró desamparado de sus defensores. Años más tarde, cuando los castellanos ya habían asentado definitivamente su dominio en este territorio, se volvió a edificar para guarda del importante vado y cruce de caminos. El castillo cristiano debió edificarse a finales del siglo XIII o quizá a principios del siglo XIV.
Durante muchos años, Espeluy fue señorío de los Benavides, condes de Santisteban o duques de Medinaceli.
Santa Teresa de Jesús fue atendida y socorrida en el castillo de Espeluy, después de haber sufrido un accidente al pasar el río Guadalquivir, según escribiera la Santa en su libro de las Fundaciones. Al parecer, al intentar cruzarlo en una barca de la zona, la maroma se rompió, haciendo zozobrar a la embarcación y casi hacerle caer al agua, junto a tres frailes más que iban con ella. En el castillo fue atendida de los rasguños causados por el incidente.

El castillo de Espeluy
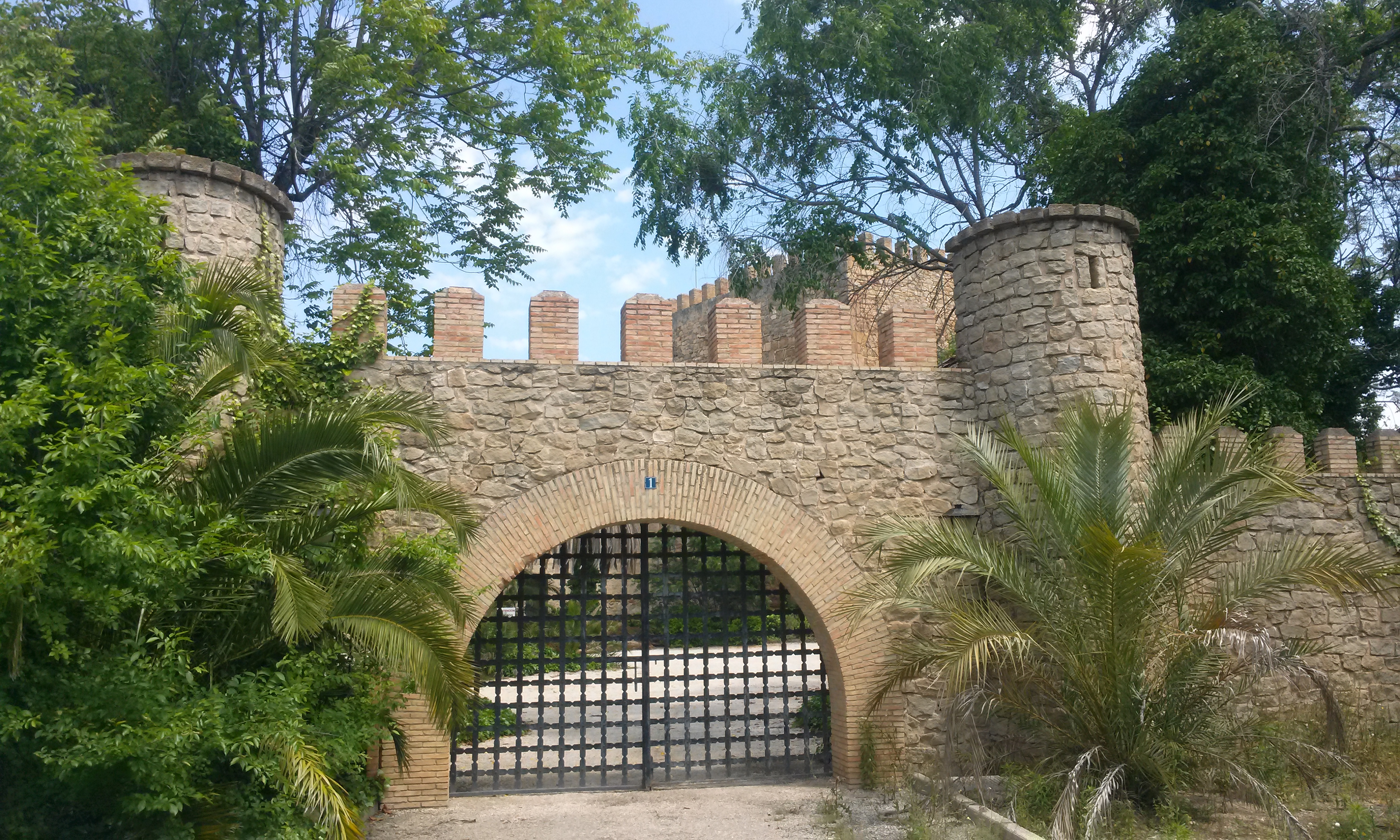
Entrada al castillo
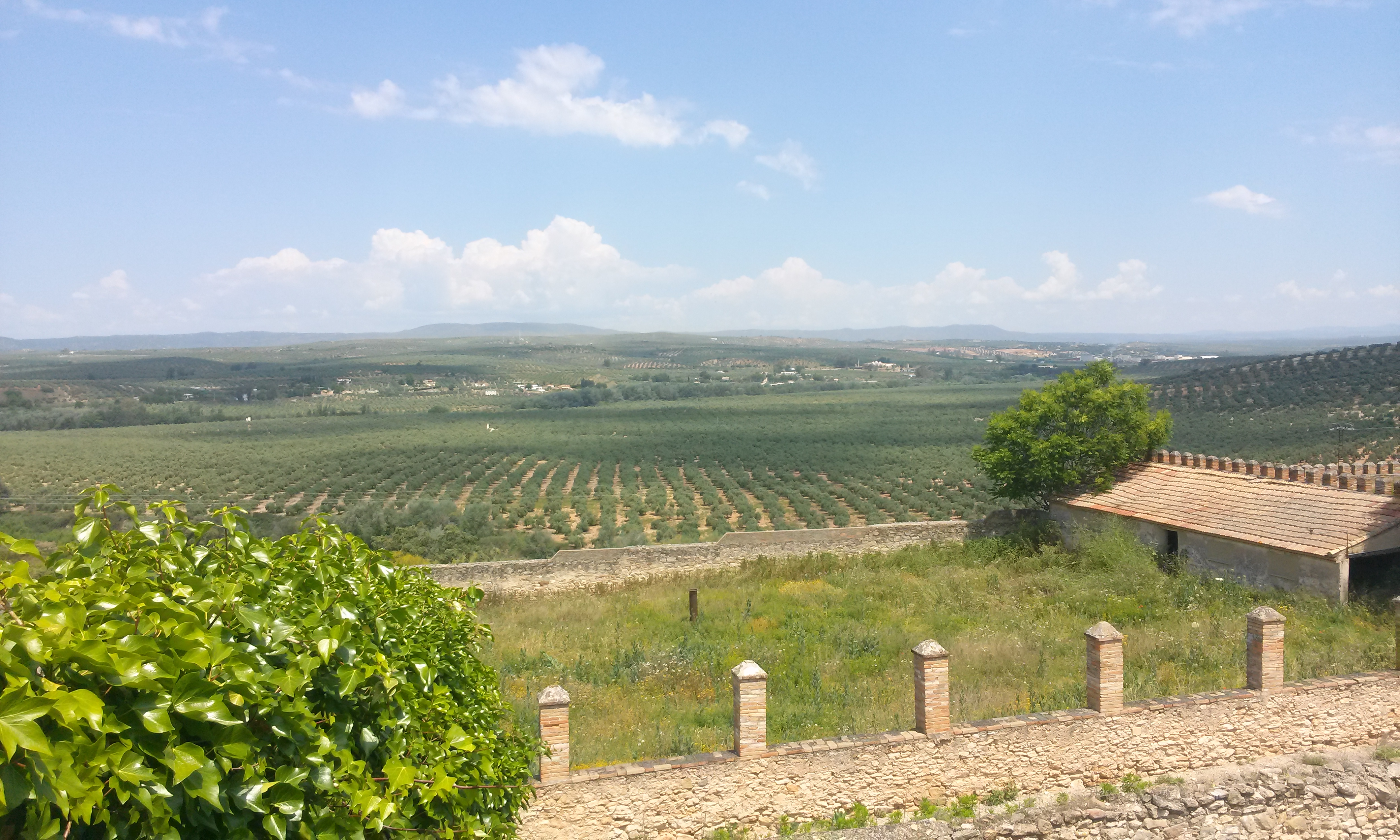
Vega del Guadalquivir, frente al castillo